# Roggerio Nyakossi
Roggerio Nyakossi (Ginebra, 13 de enero de 2004) es un futbolista suizo que juega como defensa en el Oud-Heverlee Leuven de la Primera División de Bélgica.

## Trayectoria
El 4 de noviembre de 2020 firmó su primer contrato profesional con el Servette F. C. Debutó como profesional con el Servette en la derrota por 5-1 en la Superliga de Suiza ante el F. C. Basilea el 8 de agosto de 2021, entrando como suplente en el minuto 77.

## Vida personal
Nacido en Suiza, es de origen togolés.

## Estadísticas

### Clubes
Actualizado al último partido disputado el 14 de diciembre de 2024.
| Club                               | Div.          | Temporada     | Liga  | Liga  | Copas nacionales | Copas nacionales | Copas internacionales | Copas internacionales | Total | Total |
| Club                               | Div.          | Temporada     | Part. | Goles | Part.            | Goles            | Part.                 | Goles                 | Part. | Goles |
| ---------------------------------- | ------------- | ------------- | ----- | ----- | ---------------- | ---------------- | --------------------- | --------------------- | ----- | ----- |
| Servette F. C. · Suiza             | 1.ª           | 2021-22       | 5     | 0     | 0                | 0                | —                     | —                     | 5     | 0     |
| Servette F. C. · Suiza             | Total club    | Total club    | 5     | 0     | 0                | 0                | 0                     | 0                     | 5     | 0     |
| Olympique de Marsella "II" Francia | 5.ª           | 2022-23       | 5     | 0     | —                | —                | —                     | —                     | 5     | 0     |
| Olympique de Marsella "II" Francia | 5.ª           | 2023-24       | 17    | 0     | —                | —                | —                     | —                     | 17    | 0     |
| Olympique de Marsella "II" Francia | 5.ª           | 2024-25       | 8     | 0     | —                | —                | —                     | —                     | 8     | 0     |
| Olympique de Marsella "II" Francia | Total club    | Total club    | 30    | 0     | 0                | 0                | 0                     | 0                     | 30    | 0     |
| Total carrera                      | Total carrera | Total carrera | 35    | 0     | 0                | 0                | 0                     | 0                     | 35    | 0     |